# Lukáš Hroššo
Lukáš Hroššo (ur. 19 kwietnia 1987 w Nitrze) – słowacki piłkarz występujący na pozycji bramkarza.

## Kariera klubowa
Grę w piłkę nożną rozpoczął w wieku 8 lat w szkółce klubu FC Nitra, gdzie szkolił się początkowo do gry w polu. Treningi bramkarskie rozpoczął w wieku 10 lat, po tym gdy udanie zastąpił kontuzjowanego kolegę podczas turnieju juniorskiego. W sezonie 2006/07 został włączony do kadry pierwszej drużyny. 12 maja 2007 zanotował debiut w Corgoň Lidze w wygranym 2:1 spotkaniu z FK Dukla Bańska Bystrzyca, w którym był kapitanem zespołu. W sezonie 2007/08, po odejściu Štefana Senecký'ego, został podstawowym bramkarzem. W lipcu 2010 roku wystąpił po raz pierwszy w europejskich pucharach, kiedy to zagrał w dwumeczu z Győri ETO FC (2:2, 1:3) w eliminacjach Ligi Europy 2010/11. Jesienią 2011 roku grał na wypożyczeniu w Slovanie Bratysława, gdzie zanotował 8 ligowych spotkań oraz 4 występy w fazie grupowej Ligi Europy 2011/12. Pół roku po powrocie do macierzystego klubu, w pierwszym meczu sezonu 2012/13 przeciwko FK AS Trenčín (0:5), w wyniku zderzenia z Davidem Depetrisem doznał złamania kości piszczelowej i strzałkowej, po którym przeszedł roczną rekonwalescencję.
W czerwcu 2013 roku związał się trzyletnią umową ze Slovanem Liberec, który dał mu czteromiesięczny okres na dojście do pełnej sprawności fizycznej. 2 listopada 2013 zadebiutował w Gambrinus Lidze w zremisowanym 0:0 meczu z 1. SC Znojmo. W sezonie 2013/14 dotarł ze Slovanem do 1/16 finału Ligi Europy. W sezonie 2014/15 wywalczył Puchar Czech po pokonaniu w finale FK Baumit Jablonec po serii rzutów karnych, w której obronił strzały Martina Doležala i Daniela Rossiego. W rundzie jesiennej sezonu 2015/16 roku na 16 ligowych spotkań jedynie trzykrotnie był powołany do kadry meczowej. Na początku 2016 roku przeniósł się do FK Dukla Praga, gdzie zaliczył 9 gier w Synot Lidze. W połowie sezonu 2016/17 powrócił do  FC Nitra (2. Liga), z którą uzyskał pół roku później awans do słowackiej ekstraklasy. W sezonie 2017/18 został wybrany najlepszym bramkarzem rozgrywek.
W styczniu 2019 roku odbył testy w Zagłębiu Sosnowiec prowadzonym przez Valdasa Ivanauskasa, po których podpisał półroczną umowę. 16 lutego zadebiutował w Ekstraklasie w wygranym 3:2 meczu przeciwko Arce Gdynia. W rundzie wiosennej sezonu 2018/19 zanotował łącznie 12 występów, a jego klub zajął ostatnie miejsce w tabeli i spadł do I ligi. W maju 2019 roku podpisał on trzyletni kontrakt z Cracovią, gdzie pełni funkcję zmiennika Michala Peškovicia.
Był pierwszym bramkarzem Cracovii w rozgrywkach o Puchar Polski w sezonie 2019/2020. Bronił bramki "Pasów" w wygranym 3–2 (po dogrywce) finale przeciwko Lechii Gdańsk, a w październiku 2020 zachował czyste konto w finałowym meczu o superpuchar Polski.

## Kariera reprezentacyjna
W 2008 roku zaliczył 2 występy w reprezentacji Słowacji U-21 prowadzonej przez Jozefa Barmoša.

## Sukcesy

### Zespołowe
Slovan Liberec
- Puchar Czech: 2014/15

Cracovia
- Puchar Polski: 2019/2020
- Superpuchar Polski: 2020

### Indywidualne
- bramkarz sezonu Corgoň Ligi: 2017/18